# IBM 코볼
IBM 코볼(IBM COBOL)은 IBM 환경용으로 개발된 코볼 컴파일러의 이름이다. IBM 코볼 컴파일러는 현재 z/OS, AIX, VSE/ESA, z/VM에서 지원된다.

## 제품
IBM 코볼 컴파일러 계열은 다음 제품으로 구성되어 있다:
- Enterprise COBOL for z/OS[2]
- COBOL for AIX[3]
- Automatic Binary Optimizer for z/OS (ABO)[4]
- COBOL for OS/390 & VM
- COBOL for VSE/ESA
- Development Studio for i